# San Nazario
San Nazario (velenceiül San Nazario) település Olaszországban, Veneto régióban, Vicenza megyében Lakosainak száma 1665 fő (2018. január 1.). San Nazario Campolongo sul Brenta, Cismon del Grappa, Pove del Grappa, Valstagna és Solagna községekkel határos.

## Népesség
A település népességének változása:

| 2017 | 1 691 |
| 2018 | 1 665 |